# Sanctus
Het Sanctus is het vierde vaste misgezang van het ordinarium van de H. Mis en is een onderdeel van het Eucharistisch gebed. Het komt na de prefatie en wordt genoemd naar het eerste woord van dit gebed. Na het Sanctus wordt het Eucharistisch gebed vervolgd met de Canon en gaan de gelovigen knielen.
De tekst van het Sanctus is als volgt:
| Sanctus, Sanctus, Sanctus, Dóminus Deus Sabaoth; Pleni sunt cæli et terra gloria tua. Hosanna in excelsis. Benedictus, qui venit in nómine Dómini. Hosanna in excelsis. | Heilig, heilig, heilig de Heer, de God der hemelse machten. Vol zijn hemel en aarde van uw heerlijkheid. Hosanna in den hoge. Gezegend Hij die komt in de Naam des Heren. Hosanna in den hoge. |

Het Sanctus bestaat eigenlijk uit twee delen:
- het Sanctus - gebaseerd op Jesaja 6:3: "Zij [de engelen in een visioen] riepen elkaar toe: 'Heilig, heilig, heilig is de HEER van de hemelse machten. Heel de aarde is vervuld van zijn majesteit'". Dit deel is overgenomen uit de liturgie van de synagoge, waar het op de sjabbatmorgen gezongen wordt (het zogenoemde Kedoesja). Het is door paus Sixtus I (115-125 n.Chr.) ingevoerd in de liturgie en werd door priester en volk samen gezongen. Het is daarmee waarschijnlijk het oudste stuk volkszang tijdens de mis.
- het Benedictus - gebaseerd op Matteüs 21:9: "De talloze mensen die voor hem [[[Jezus (traditioneel-christelijk)|Jezus]]] uit liepen en achter hem aankwamen, riepen luidkeels: 'Help ons, zoon van David! Gezegend hij die komt in de naam van de Heer. Help ons, God in de hemel!'" - de intocht van Jezus in Jeruzalem.

Nadat op het Tweede Vaticaans Concilie (1962 - 1965) met het document Sacrosanctum Concilium: Constitutie over de heilige Liturgie (4 december 1963) was besloten toestemming te geven de Mis naast het Latijn ook in de volkstaal te vieren, zijn er voor de Nederlandse en Belgische kerkprovincie vele acclamaties Heilig, Heilig gecomponeerd, waarin de celebrant deze acclamatie samen met een koor en de gelovige gemeenschap zingt.